# Молостова, Ирина Александровна
Ирина Александровна Молостова (укр. Ірина Олександрівна Молостова; 29 января 1929, Москва — 13 февраля 1999, там же) — советский и украинский театральный режиссёр. Народная артистка Украинской ССР (1976).

## Биография
Родилась 29 января 1929 года в Москве. После окончания школы, в 1948 году, поступила на актёрский факультет института театрального искусства им. А. Луначарского (руководитель курса Андрей Гончаров). Параллельно с этим училась на балетмейстерском факультете у Ростислава Захарова и вела танцевальный кружок на заводе им. Лихачёва. Стажировку проходила у Бориса Покровского в Большом театре.
По окончании учёбы в 1952 году по распределению была направлена в киевский русский драматический театр им. Леси Украинки, где в качестве режиссёра ставит спектакли «Стрекоза», «Весна в Москве», «Когда цветет акация», «Ложь на длинных ногах» и другие.
Наряду с громкими успехами Ирина Молостова преодолевает заторы со стороны контролирующих культуру органов. Спектакль «Синие кони на красной траве» по пьесе Михаила Шатрова не принимали в течение полугода, с серьёзными трудностями удалось вывести на сцену «Провинциальные анекдоты» Александра Вампилова. А спектакль «Гнездо глухаря» по пьесе Виктора Розова с актёрскими работами Виктора Добровольского и Юрия Мажуги отстоять не удалось, его запретили.
В 1958 году Ирина Молостова получает приглашение в Киевский оперный театр им. Т. Шевченко. Среди осуществлённых постановок наиболее яркой стала работа 1965 году оперы Дмитрия Шостаковича «Катерина Измайлова».
С 1968 года Ирина Александровна — преподаватель Киевского государственного института театрального искусства им. Карпенко-Карого, с 1976 — профессор. Среди учеников Молостовой Анатолий Хостикоев, Лариса Хоролец, Александр Быструшкин, Александр Бондаренко и другие.
С 1978 по 1980 годы Молостова возвращается в театр русской драмы в должности главного режиссёра. В этот период на сцене театра появляются яркие постановки спектаклей «Вишнёвый сад» А. Чехова и «Надеяться» по пьесе Юрия Щербака о жизни Леси Украинки.
С 1980 года и до последних дней Молостова работает режиссёром в Национальной опере Украины.
За свою творческую жизнь Ирина Александровна осуществила более сотни постановок на ведущих драматических и оперных сценах Киева, Москвы, Одессы, Санкт-Петербурга, Софии, Тель-Авива.
Умерла 13 февраля 1999 года в Москве на следующий день после премьеры оперы «Опричник» в Большом театре. Похоронена в Киеве на Байковом кладбище.

### Семья
- Муж — Борис Каменькович (21 марта 1921—2001)[7], режиссёр, хореограф
  - Сын — Евгений Каменькович (род. 9 ноября 1954), театральный режиссёр
  - Невестка — Полина Кутепова (род. 1 августа 1971), актриса
    - Внучка — Надежда Каменькович (род. 6 мая 1997)

Об этой семейной паре говорили: «Всегда элегантные, доброжелательные Каменькович и Молостова были знаком какой-то шикарной, полноценной, состоявшейся творческой жизни»

## Театр
Киевский русский драматический театр им. Леси Украинки
1. 1953 — «Весна в Москве» В. Гусева (сорежиссёр Владимира Нелли)
2. 1954 — «Стрекоза» М. Бараташвили
3. 1954 — «Гаити»
4. 1956 — «Ложь на длинных ногах» Э. Де Филиппо
5. 1956 — «Когда цветет акация» Н. Винникова
6. 1957 — «Двадцать лет спустя» М. Светлов
7. 1967 — «Большевики» М. Шатрова
8. 1978 — «Будьте здоровы»
9. 1979 — «Надеяться» (вариант названия «Без надежды надеяться») Ю. Щербака
10. 1980 — «Вишнёвый сад» А. Чехова
11. 1980 — «Синие кони на красной траве» М. Шатрова
12. 1985 — «ОБЭЖ» Б. Нушича
13. «Гнездо глухаря» В. Розова (спектакль был запрещён)
14. «Провинциальные анекдоты» А. Вампилова

Национальная опера Украины
1. 1958 — «Богема» Дж. Пуччини
2. 1959 — «Укрощение строптивой» В. Шебалина
3. 1960 — «Первая весна» Г. Жуковского
4. 1961 — «Мазепа» П. Чайковского
5. 1961 — «Алеко» С. Рахманинова
6. 1963 — «Хованщина» М. Мусоргского
7. 1963 — «Лючия ди Ламмермур» Г. Доницетти
8. 1964 — «Катерина Измайлова» Д. Шостаковича
9. 1971 — «Сказка о потерянном времени» Ю. Рожавской
10. 1977 — «На русалчин Пасху» Н. Леонтовича
11. 1987 — «Лючия ди Ламмермур» Г. Доницетти
12. 1988 — «Евгений Онегин» П. Чайковского
13. 1988 — «Хованщина» М. Мусоргского
14. 1988 — «Милана» Г. Майбороды
15. 1995 — «Чио-Чио-сан» Дж. Пуччини
16. «Дон Жуан» В. Моцарта
17. «Искатели жемчуга» Ж. Бизе
18. «Манон» Ж. Массне
19. «Паяцы» Р. Леонкавалло
20. «Полководец» («Щорс») Б. Лятошинского
21. «Риголетто» Дж. Верди
22. «Сельская честь» П. Масканьи
23. «Тайный брак» Д. Чимароза
24. «Травиата» Дж. Верди
25. «Фауст» Ш. Гуно
26. «Царская невеста» Н. Римского-Корсакова

Киевский драматический театр им. Ивана Франко
1. 1987, 5 декабря — «Мастер и Маргарита» пьеса М. Рощина по роману М. Булгакова
2. 1994 — «Судьба» М. Старицкого

Мариинский театр
1. 1993 — «Псковитянка» Н. Римского-Корсакова
2. 1995, 20 мая — «Катерина Измайлова» Д. Шостаковича (редакция 1963 года)[9]
3. 1996, 21 июня — «Леди Макбет Мценского уезда» Д. Шостаковича (редакция 1932 года)[10]
4. 1996 — «Мазепа» П. Чайковского

Другие театры
1. 1983 — «Маленький трубочист», опера
2. 1994 — «Орлеанская дева» П. Чайковского (Театр Карло Феличе, Генуя, Италия)
3. 1999 — «Опричник» П. Чайковского (Большой театр, Москва)[5][11]
4. опера «Кармен» Ж. Бизе
5. «Самоубийца»

## Фильмография
- 1964 — «Наймичка» (рус. Служанка) (соавтор сценария и режиссёр)
- 1967 — «Театр и поклонники» (автор сценария и режиссёр) — фильм-концерт посвящён 100-летнему юбилею Государственного театра оперы и балета им. Т. Г. Шевченко

## Награды и признание
- 1964 — Заслуженный деятель искусств УССР
- 1976 — Народный артист Украинской ССР
- 1995 — Лауреат премии «Киевская пектораль» в категории «Лучший спектакль музыкального театра» («Мадам Баттерфляй» Дж. Пуччини, Национальная опера Украины)
- 1999 — Орден княгини Ольги[12]

## Память
- 2006 — «Театральные силуэты. Ирина Молостова» (документальная телепередача, ГТРК «Культура», автор и ведущий — Олег Комаров, режиссёр — Галина Черняк[укр.])[13]
- 2011, 21 марта — На доме по улице Марии Заньковецкой № 10/7, где жили Ирина Молостова с супругом Борисом Каменьковичем установлена мемориальная доска (скульптор Владимир Щур)[14]

## Факты
- Ирина Молостова является автором книги о творчестве народного артиста СССР Николая Ворвулёва (Киев, 1960)[1]
- Супруги Ирина Молостова и Борис Каменькович проживали в Киеве по адресу ул. Пушкинская 19-Б (бывшая квартира Константина Хохлова[13]
- Не утверждённый худсоветом макет декорации к спектаклю «Ложь на длинных ногах» (театр им. Леси Украинки), Ирина Александровна обратилась к молодому маляру, хобби которого было делать собственные версии макетов к спектаклям текущего репертуара театра и готовящихся к постановке. Сценография к этому спектаклю стала первой профессиональной работой известного впоследствии театрального художника, сценографа Давида Боровского[13]
- Постановку оперы 1965 года, «Катерина Измайлова» (режиссёр Ирина Молостова, дирижёр Константин Симеонов, художники Давид Боровский и Вильям Клементьев), Дмитрий Шостакович называл лучшей из увиденных:

Если бы я был постановщиком, то поставил бы оперу так же, как в Киеве.— Дмитрий Шостакович, 1974-м, после возобновления спектакля
- Все создатели оперы «Катерина Измайлова» получили Шевченковскую премию, не было в списке награждённых лишь режиссёра-постановщика Ирины Молостовой. По распространённой версии, произошло это из-за категорического отказа Ирины Александровны убрать интимную сцену на кровати из оперы[13][17]